# مردم دوگرا
دوگراها 

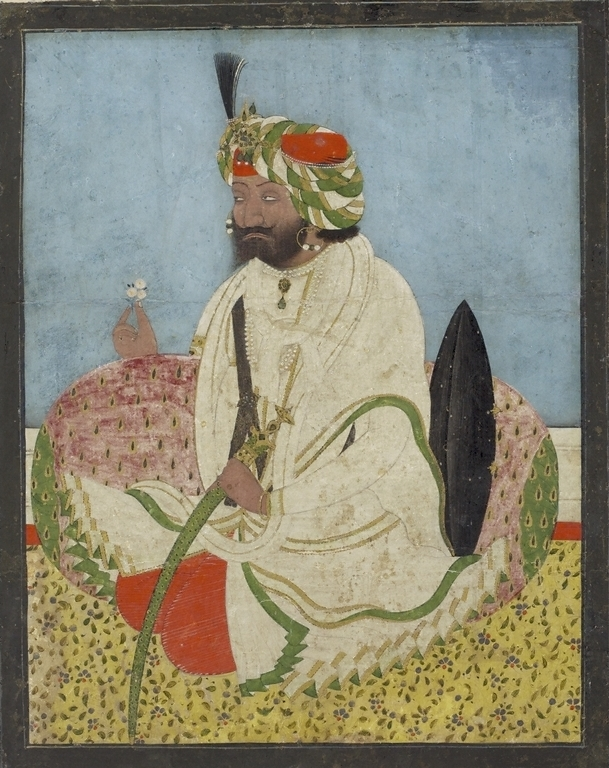
نگاره‌ای از گلاب سینگ مهارجه جامو و کشمیر میان سال‌های ۱۸۴۶ تا ۱۸۵۷ از تبار فرمانروایان دوگرا

(به دوگری: डोगरा / ڈوگرا) مردمانی هندوآریایی‌اند که در آسیای جنوبی می‌زیند. دوگراها به زبان دوگری- که از سال ۲۰۰۳ میلادی به صورت یکی از زبان‌های رسمی هندوستان درآمده‌است- سخن می‌گویند. پاره‌ای از دوگراها در سامانهٔ کاست سنتی هند -از جمله برهمن، راجپوت و ویشیه-جای می‌گیرند و پاره‌ای نه. راجپوت‌های دوگار تا زمان استقلال شبه‌قاره هند صدها سال بر کشمیر فرمان‌می‌راندند. دوگراها در منطقهٔ جاموی جامو و کشمیر، پنجاب هند، هیماچال پرادش و شمال خاوری پاکستان می‌زیند. بیشتر دوگراها هندو هستند. دین‌های دیگر نیز میان این مردمان رواج دارد. در سده‌های شانزده و هفده میلادی گروهی از دوگراها به اسلام گرویدند.
دربارهٔ ریشهٔ واژهٔ دوگرا چنین گفته می‌شود که این چون خاستگاه نخستین اینان میان دو دریاچه بوده سرزمین آنان را Dwigart Desh -به معنای سرزمین دو گودی- می‌خواندند و به مرور این نام تبدیل به دوگرا شده‌است.